# Neem-Ka-Thana
Neem-Ka-Thana là một thành phố và khu đô thị của quận Sikar thuộc bang Rajasthan, Ấn Độ.

## Nhân khẩu
Theo điều tra dân số năm 2001 của Ấn Độ, Neem-Ka-Thana có dân số 29.544 người. Phái nam chiếm 53% tổng số dân và phái nữ chiếm 47%. Neem-Ka-Thana có tỷ lệ 67% biết đọc biết viết, cao hơn tỷ lệ trung bình toàn quốc là 59,5%: tỷ lệ cho phái nam là 77%, và tỷ lệ cho phái nữ là 56%. Tại Neem-Ka-Thana, 16% dân số nhỏ hơn 6 tuổi.